# Tostaky (альбом)
Tostaky — альбом французького рок гурту Noir Désir. Він вийшов у Франції в 1992 році на лейблі Barclay.
Слово «tostaky» є сленговим скороченням іспанського виразу «todo está aquí» (все тут), одного з гасел, які використовували мексиканські революціонери на чолі з Еміліано Сапатою.
Французьке видання журналу Rolling Stone назвало цей альбом 2-м найбільшим французьким рок-альбомом (зі 100).

## Альбом
Платівка записувалась у Англії. Звук набагато насиченіший, ніж на попередніх платівках. Деякі пісні, як «7 minutes», по своєму звучанню досить близькі до нойз-року.
Час та обставини запису цього альбому були дуже особливими, тому що група тимчасово розпалася після туру на підтримку «Du ciment sous les plaines», щоб знайти баланс. Після декількох місяців (протягом яких Бертран Канта вирушив до Мексику і повернувся з новими текстами і рифом до пісні Tostaky (le continent)) колектив провів кілька студійних сесій.

## Композиції
1. Here It Comes Slowly (3:03)
2. Ici Paris (3:37)
3. Oublié (4:33)
4. Alice (3:55)
5. One Trip / One Noise (4:12)
6. Tostaky (Le Continent) (5:29)
7. Marlène (3:03)
8. Johnny Colère (2:17)
9. 7 Minutes (6:00)
10. Sober Song (2:51)
11. It Spurts (3:53)
12. Lolita Nie En Bloc (3:30)

## Персоналії
- Оформлення — Yohannes Camps-Campins
- Бас-гітара, бек-вокал — Фредерік Відален
- Барабани, бек-вокал — Деніс Барт
- Інженер — Eli Janney
- Гітара -Серж Тіссо-Ґе
- Мікс — Avril Mackintosh (10-та пісня), Graig Sangster (пісні: з 1 по 7, з 9 по 12)
- Фото — Anton Corbijn, Bertrand Cantat, Philippe Lévy, Philippe Prevost
- Асистент запису — Andy Baker
- Вокал, гітара — Бертран Канта
- Автори — Бертран Канта , Noir Désir
- Запис — Outside Studio (UK), вересень 1992.
- Мікс — Woolhall Studio (UK), жовтень 1992.
- Мастеринг — Townhouse (UK), жовтень 1992